# (9094) Butsuen
(9094) Butsuen est un astéroïde de la ceinture principale.

## Description
(9094) Butsuen est un astéroïde de la ceinture principale. Il fut découvert le 16 novembre 1995 à Ōizumi par Takao Kobayashi. Il présente une orbite caractérisée par un demi-grand axe de 2,87 UA, une excentricité de 0,05 et une inclinaison de 3,5° par rapport à l'écliptique.

## Compléments